# Steak au four
Ein Steak au four (französisch au four – „gebacken“) ist ein Schweinesteak, das mit Würzfleisch bedeckt und mit Käse überbacken ist. Es handelt sich hierbei um eine deftige, vor allem in der DDR bekannte Zubereitungsart.

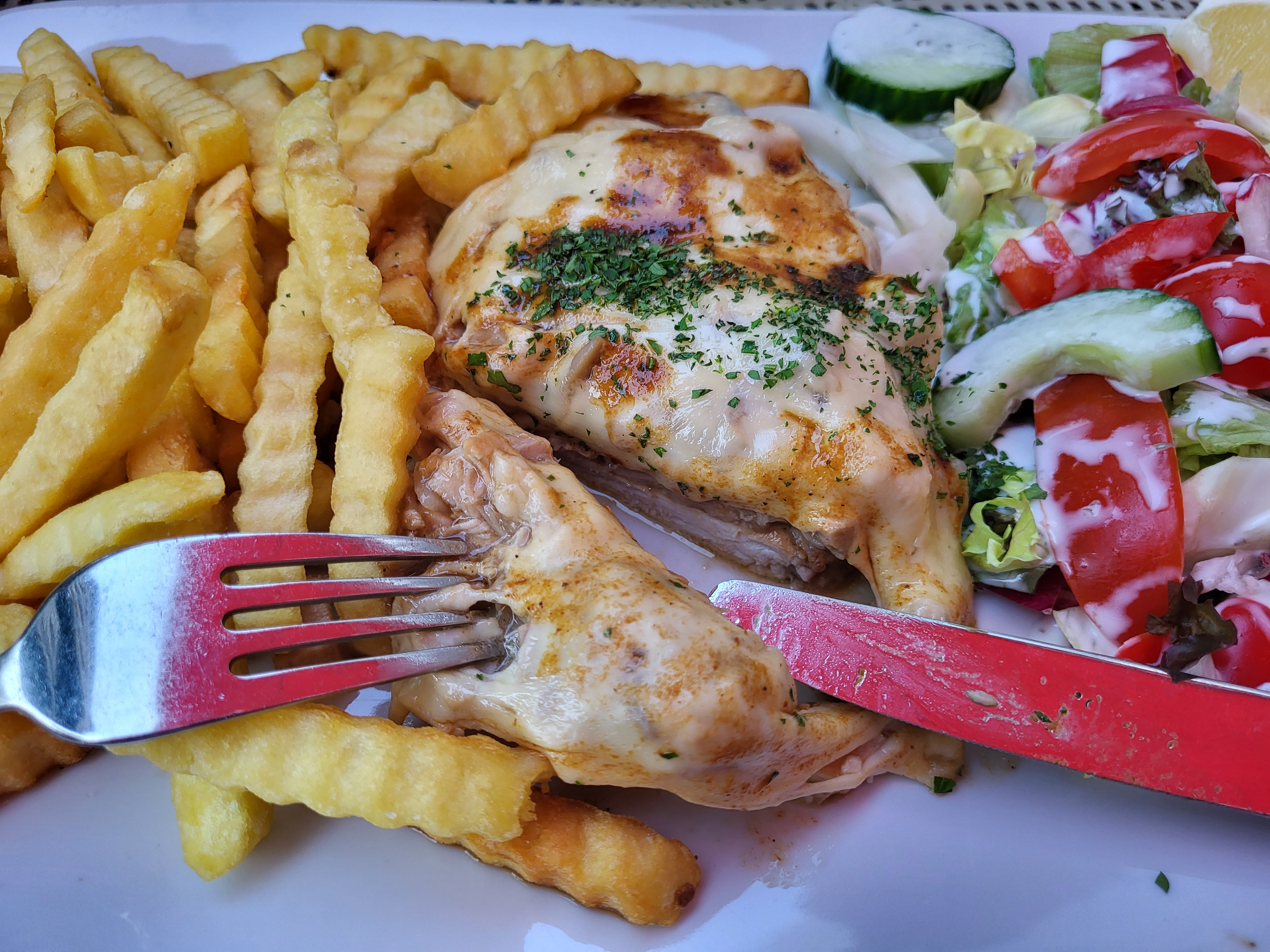
Steak au four mit Pommes frites und Salatbeilage

In der Regel wird hierfür Schweinenackensteak, seltener Schweinehüftsteak verwendet, welches zunächst in der Pfanne gebraten wird. Das Würzfleisch ist eine Zubereitung vorgekochten, gewürfelten Schweinefleischs in einer Sauce ähnlich Ragout fin. Es wird über das durch Braten durchgegarte Steak gegeben und zusammen mit einer Lage Scheibenkäse (Gouda) im Ofen überbacken. Beilagen sind oft Pommes frites und gedünstete grüne Erbsen. Gelegentlich wird eine Bratensauce dazu gereicht. Typisch sind hierzu Worcestershiresauce und frische Zitrone.
Das Steak au four findet sich auf vielen Speisekarten ostdeutscher Gastronomiebetriebe und kann als typisches Gericht der Küche der DDR betrachtet werden.